# Tipula dichroa
Tipula dichroa är en tvåvingeart som beskrevs av Mario Bezzi 1906. Tipula dichroa ingår i släktet Tipula och familjen storharkrankar. Inga underarter finns listade i Catalogue of Life.